# Corynoporella tenuis
Corynoporella tenuis är en mossdjursart som beskrevs av Walter Douglas Hincks 1888. Corynoporella tenuis ingår i släktet Corynoporella och familjen Bugulidae. Inga underarter finns listade i Catalogue of Life.